# Madame Antoine
Madame Antoine (마담 앙트완?, Madam AngteuwanLR), noto anche con il titolo internazionale Madame Antoine: The Love Therapist, è un drama coreano del 2016.

## Trama
Go Hye-rim è una chiromante che finge di avere un contatto con il fantasma di Maria Antonietta, e per questo si fa chiamare Madame Antoine. Choi Soo-hyun è invece uno psicologo specializzato nel comportamento femminile, il quale per vendicarsi di un torto decide di rendere Hye-rim la cavia di un suo "esperimento" per provare cosa significhi davvero la parola "amore".